# Гадаї (заказник)
Гадаї́ — ландшафтний заказник місцевого значення. Розташований на північний захід від села Росоховата Гайсинського району Вінницької області.

## Опис
Площа — 7,3 га. Оголошений відповідно до рішення 27 сесії Вінницької обласної ради 5 скликання № 903 від 10.12.2009 р. Перебуває у віданні Слободищенської сільської ради. Охороняється мальовничий ландшафт остепнених луків. Зустрічаються лікарські рослини такі як бузина чорна, глід колючий, чебрець боровий, звіробій звичайний, деревій звичайний, собача кропива звичайна, живокіст лікарський, спаржа лікарська.